# Línea 102 (Corrientes)
Línea 102 es una línea de transporte urbano de pasajeros de la ciudad de Corrientes, Argentina. El servicio está actualmente operado por la empresa ERSA Urbano S.A., del Grupo ERSA.

## Recorridos

### 102

#### Ramal A (B° 17 De Agosto)
- IDA: Sánchez de Bustamante - Av. Juan Domingo Perón - Av. Nicolás Avellaneda -  Gascón - Av. Independencia - Av. Pedro Ferré - Av. 3 De Abril - La Rioja - Puerto.
- VUELTA: Av. Costanera - Tucumán - 9 De Julio - Santa Fe - Hipólito Yrigoyen - Av. Artigas - Av. Pedro Ferré - Av. Independencia - Nápoles - Av. Juan Domingo Perón - Sánchez de Bustamante.

#### Ramal B (B° Laguna Seca)
- IDA: Pitágoras - Av. Medrano - Larrea - Dr. M. Susini -  Hawai - Las Piedras - Larrea - Av. Wenceslao Domínguez - Av. Cazadores Correntinos - Av. Juan Ramón Vidal - Av. Pedro Ferré - Av. 3 de Abril - La Rioja - Puerto.
- VUELTA: Av. Costanera - Tucumán - 9 De Julio - Santa Fe - Av. 3 de Abril - Av. Pedro Ferré - Av. Juan Ramón Vidal - Av. Cazadores Correntinos - Av. Wenceslao Domínguez - Pitágoras.

#### Ramal C (Laguna Brava)
- IDA: Joaquín De Madariaga - Tomás Mayol - Bernandino López - Ramón Félix Moray - Joaquín De Madariaga - 6 de Mayo - Mocito Acuña - Ruta N°5 - Rotonda - Av. Independencia - Av. Pedro Ferré - Av. 3 de Abril - La Rioja - Plácido Martínez.
- VUELTA: Av. Juan Torres de Vera - Córdoba - 9 de Julio - Santa Fe - Av. 3 De Abril - Av. Pedro Ferré - Av. Independencia - Rotonda - Ruta N°5 - Castor De León - 9 De Mayo - Joaquín De Madariaga.